# 中山知紗
中山知紗（なかやま ちさ、1980年8月17日 - ）は、松竹芸能所属のタレント、元レースクイーン。東京都出身の北海道札幌市育ち。
身長160 cm。血液型はA型。
元夫は元阪神タイガース外野手の葛城育郎。

## 経歴
- 2003年12月、プラチナムプロダクションのオーディションに入賞し、同事務所に所属。
- 2004年、スーパー耐久「Advantage from A」レースクイーン
- 2005年、京都競馬場イメージガール「スワニーズ」
- 2006年、スーパー耐久「Mirage Factory」レースクイーン
- 2006年12月、プラチナムプロダクションから松竹芸能に移籍。
- 2008年1月23日、阪神タイガース外野手（当時）の葛城育郎と結婚。
- 2016年3月2日、葛城との離婚を発表[1]。

## 出演

### テレビ
- パチンコファイトTV（サンテレビ）
- ぶらンチ（毎日放送）

### ラジオ
- どーだ!ますだおかだ（MBSラジオ）

## DVD
- Watercolors（フォーサイド・ドット・コム、2004年8月25日発売）